# Hades (raper)
Hades, JiHad, Hamas, Had Hades, właśc. Łukasz Bułat-Mironowicz (ur. 16 sierpnia 1985) – polski raper. Łukasz Bułat-Mironowicz znany jest przede wszystkim z wieloletnich występów w zespole hip-hopowym HiFi Banda. Jest także członkiem zespołów DHO, Zamach Stanu oraz RH-. Od 2011 prowadzi solową działalność artystyczną.
Raper współpracował z takimi wykonawcami jak m.in.: Chada, Flint, Fu, Pelson, POE, Vienio, W.E.N.A., WhiteHouse i O.S.T.R., z którym wydał płytę pt. Haos.

## Wybrana dyskografia
Albumy
| Nowe dobro to zło                                         | - Data: 17 października 2011 - Wydawca: Prosto      | 20 |                |                        |
| Haos (oraz O.S.T.R.)                                      | - Data: 26 lutego 2013 - Wydawca: Asfalt Records    | 1  | - POL: 30 000+ | - POL: platynowa płyta |
| Czasoprzestrzeń (oraz Emade i DJ Kebs)                    | - Data: 5 grudnia 2014 - Wydawca: Prosto            | 50 |                |                        |
| Różewicz – Interpretacje (oraz Sokół i Sampler Orchestra) | - Data: 12 czerwca 2015 - Wydawca: Prosto/NCK       | 29 |                |                        |
| Świattło                                                  | - Data: 27 stycznia 2017 - Wydawca: Prosto          | 1  | - POL: 15 000+ | - POL: złota płyta     |
| Combo                                                     | - Data: 14 listopada 2019 - Wydawca: Asfalt Records | 3  |                |                        |
| Hao2 (oraz O.S.T.R.)                                      | - Data: 11 grudnia 2020 - Wydawca: Asfalt Records   | 1  | - POL: 15 000+ | - POL: złota płyta     |
| „–” album nie był notowany.                               |                                                     |    |                |                        |

Single
| Tytuł                                       | Rok  | Album |
| ------------------------------------------- | ---- | ----- |
| Ero, Sokół, Hades i inni – A pamiętasz jak? | 2011 | –     |
| POE feat. Hades – My albo oni               | 2013 | –     |
| O.S.T.R., Hades – Rap na osiedlu            | 2013 | Haos  |

Inne
| Album                                        | Rok  | Utwór | Źródło |
| -------------------------------------------- | ---- | --- | ------ |
| HiFi Banda – EP                              | 2005 | „Dałem spokój” (gościnnie: Hades)                                                                             | [ 21 ] |
| ACME – Blackbook EP                          | 2009 | „8 PLN Na H” (gościnnie: Hades)                                                                               | [ 22 ] |
| Siódmy – Fundament                           | 2009 | „Fundament” (gościnnie: Hades)                                                                                | [ 23 ] |
| Vienio – Etos 2010                           | 2010 | „Nowe bloki” (gościnnie: Hades)                                                                               | [ 24 ] |
| Prosto Mixtape 600V (kompilacja)             | 2010 | Hades – „Strach czy respekt” Hades, Ostry, VNM, Małolat, Sokół – „Mentalne blizny”                            | [ 25 ] |
| Flint – Czarny charakter                     | 2010 | „Przeszedłem drogę” (gościnnie: Hades)                                                                        | [ 26 ] |
| W.E.N.A. – Dalekie zbliżenia                 | 2011 | „Mijamy się” (gościnnie: Hades)                                                                               | [ 27 ] |
| Aloha 40% (kompilacja)                       | 2011 | Proceente, Siódmy, Hades, Muflon – „W głowie się nie mieści”                                                  | [ 28 ] |
| IKE – Listen                                 | 2011 | „Nie słyszę nic” (gościnnie: W.E.N.A., Hades)                                                                 | [ 29 ] |
| Fu – De Facto                                | 2011 | „Takie życie ziomuś” (gościnnie: Hades)                                                                       | [ 30 ] |
| Diox, The Returners – Logika gry             | 2011 | „Powiedz” (gościnnie: W.E.N.A., Małpa, Hades)                                                                 | [ 31 ] |
| Vienio vs. Way Side Crew – Wspólny mianownik | 2011 | „Nowe bloki” (gościnnie: Hades)                                                                               | [ 32 ] |
| WhiteHouse – Kodex 4                         | 2012 | „Do jutra” (gościnnie: VNM, Sokół, Hades)                                                                     | [ 33 ] |
| Prosto Mixtape Kebs (kompilacja)             | 2012 | Reks, Miki, Hades – „T.K.O.” Hudy HZD & Jasiek MBH, Hades – „Tu i teraz” Bułgar, Hades, Ero, Chada – „Kolory” | [ 34 ] |
| ParExcellence – Każdy z nas                  | 2012 | „Credo” (gościnnie: Parzel, Hades)                                                                            | [ 35 ] |
| SB – Struktura dźwięków                      | 2012 | „Mama mówiła” (gościnnie: Hades)                                                                              | [ 36 ] |
| CMS – Nie można                              | 2012 | „Manipulacje” (gościnnie: Hades)                                                                              | [ 37 ] |
| Mama Selita – 3,2,1…!                        | 2012 | „Moment” (gościnnie: Hades)                                                                                   | [ 38 ] |
| Chada – Jeden z Was                          | 2012 | „Tego nie da się naprawić” (gościnnie: Hades, Z.B.U.K.U)                                                      | [ 39 ] |
| Czarny HIFI – Niedopowiedzenia               | 2012 | „Nie muszę nic” (gościnnie: Hades, Kapota) „Żółta kokarda...” (gościnnie: Hades, DJ Deszczu Strugi)           | [ 40 ] |
| Pelson – 3854 i 3 kroki                      | 2012 | „O Niej” (gościnnie: Hades)                                                                                   | [ 41 ] |
| Polskie Karate – Polskie Karate              | 2013 | „Tak jak trza” (gościnnie: Hades)                                                                             | [ 42 ] |
| PMM – Zatrzymać gniew                        | 2013 | „Zatrzymać gniew” (gościnnie: Hades)                                                                          | [ 43 ] |
| Sensi – Full Flavour                         | 2013 | „Słaby punkt” (gościnnie: Green, Hades)                                                                       | [ 44 ] |
| Temate – Tematycznie                         | 2013 | „Przyszło z wiekiem” (gościnnie: Mesajah, Hades)                                                              | [ 45 ] |
| DJ. B, Szczur – Zaraza                       | 2013 | „Chore miasto” (gościnnie: Hades)                                                                             | [ 46 ] |
| Sarius – Blisko leży obraz końca             | 2013 | „Przerywamy program” (gościnnie: O.S.T.R., Hades)                                                             | [ 47 ] |
| Green – Buntownicy i lojaliści               | 2013 | „Ekran” (gościnnie: O.S.T.R., Hades)                                                                          | [ 48 ] |
| Flint – Radosny futbol 3                     | 2013 | „Przeszedłem drogę (Miliony Decybeli Remix)” (gościnnie: Hades)                                               | [ 49 ] |
| Proceente – Zupynalefkisplify                | 2014 | „Odpowiedzialność” (gościnnie: O.S.T.R., Hades)                                                               | [ 50 ] |
| Czarny HIFI – Nokturny & demony              | 2014 | „Dziecko we mnie” (gościnnie: Hades, KęKę, DJ Eprom)                                                          | [ 51 ] |
| HV/Noon – HV/Noon                            | 2014 | „Europa centralna” (gościnnie: Hades)                                                                         | [ 52 ] |
| O.S.T.R., Marco Polo – Kartagina             | 2014 | „Hip Hop Hooligans” (gościnnie: Hades, Main Flow, Torae)                                                      | [ 53 ] |
| Małach, Rufuz – Oryginał                     | 2014 | „Między nami” (gościnnie: Hades)                                                                              | [ 54 ] |
| Prosto Mixtape IV (kompilacja)               | 2015 | Hades, Juras – „Gaz na ulicach” Hades, Koras – „Biała Flaga”                                                  | [ 55 ] |
| Rebel Babel Ensmble – Dialog I               | 2016 | „99%” |        |

## Teledyski
| Tytuł                                                                             | Rok  | Reżyseria/Realizacja              | Album                     | Źródło |
| --------------------------------------------------------------------------------- | ---- | --------------------------------- | ------------------------- | ------ |
| „Na ulicy”                                                                        | 2011 | Diox                              | Nowe dobro to zło         | [ 56 ] |
| „Kurz”                                                                            | 2011 | 100gram Videos                    | Nowe dobro to zło         | [ 57 ] |
| „Nowe dobro to zło”                                                               | 2011 | R5Films                           | Nowe dobro to zło         | [ 58 ] |
| „Brudny funk”                                                                     | 2012 | Letemknow                         | Nowe dobro to zło         | [ 59 ] |
| „Dwie dłonie”                                                                     | 2012 | Roton Studio                      | Nowe dobro to zło         | [ 60 ] |
| „Zmiany”                                                                          | 2012 | Florian Malak                     | Nowe dobro to zło         | [ 61 ] |
| „600 dni” (oraz O.S.T.R.)                                                         | 2012 | Blue Box Media                    | –                         | [ 62 ] |
| „Czas dużych przemian” (oraz O.S.T.R.)                                            | 2013 | Marek Skrzecz                     | Haos                      | [ 63 ] |
| „Stary Nowy Jork” (oraz O.S.T.R.; gościnnie: Jordanów)                            | 2013 | Kapewu                            | Haos                      | [ 64 ] |
| „Obsesja” (oraz O.S.T.R.)                                                         | 2013 | Projekt Borusk, Jakub Drobczyński | Haos                      | [ 65 ] |
| „Ona i ja” (oraz O.S.T.R.)                                                        | 2013 | Toczy Videos                      | Haos                      | [ 66 ] |
| „Mniej więcej” (oraz O.S.T.R.)                                                    | 2013 | Andrzej Rajkowski                 | Haos                      | [ 67 ] |
| „Powstrzymać cię” (oraz O.S.T.R.)                                                 | 2013 | –                                 | Haos                      | [ 68 ] |
| „Muzyka z brodą” (oraz Emade i DJ Kebs)                                           | 2014 | Jasiek Gajdowicz                  | Czasoprzestrzeń           | [ 69 ] |
| „Sumo rap” (oraz Emade i DJ Kebs)                                                 | 2015 | Jasiek Gajdowicz                  | Czasoprzestrzeń           | [ 70 ] |
| „Robo ty” (oraz Emade i DJ Kebs)                                                  | 2015 | Oesvidyo                          | Czasoprzestrzeń           | [ 71 ] |
| „Nie śmiem”/„Wicher dobijał się do okien” (oraz Sokół i Sampler Orchestra)        | 2015 | Liubov Gorobiuk                   | Różewicz – Interpretacje  | [ 72 ] |
| „Lew”                                                                             | 2017 | Oesvidyo                          | Świattło                  | [ 73 ] |
| Gościnnie                                                                         |      |                                   |                           |        |
| Vienio – „Nove bloki” (gościnnie: Hades)                                          | 2010 | Mania Studio                      | Etos 2010                 | [ 74 ] |
| Diox, The Returners – „Powiedz” (gościnnie: W.E.N.A., Hades i Małpa)              | 2011 | ZU Road                           | Logika gry                | [ 75 ] |
| Flint – „Przeszedłem drogę” / „Nie miałem nic” (gościnnie: Hades, Zeus i DJ Kebs) | 2011 | Czarny Charakter Videos           | Czarny charakter          | [ 76 ] |
| ParExcellence – „Credo” (gościnnie: Parzel i Hades)                               | 2012 | R5 Films                          | Każdy z nas               | [ 77 ] |
| Pelson – „O niej” (gościnnie: Hades)                                              | 2013 | Tomasz Pawlik                     | 3854 i 3 kroki            | [ 78 ] |
| Temate – „Przyszło z wiekiem” (gościnnie: Mesajah i Hades)                        | 2013 | –                                 | Tematycznie               | [ 79 ] |
| Polskie Karate – „Tak jak trza” (gościnnie: Hades)                                | 2013 | Jasiek Gajdowicz                  | Polskie Karate            | [ 80 ] |
| Sensi – „Słaby Punkt” (gościnnie: Green i Hades)                                  | 2013 | Kapewu                            | Full Flavour              | [ 81 ] |
| PMM – „Zatrzymać gniew” (gościnnie: Hades)                                        | 2013 | R5 Films                          | Zatrzymać gniew           | [ 82 ] |
| DJ. B, Szczur – „Chore miasto” (gościnnie: Hades)                                 | 2013 | Evil Eye Studio, M.L. Filmz       | Zaraza                    | [ 83 ] |
| Luxon – „Shame” (gościnnie: OSTR, Hades, Torae, DJ Kebs)                          | 2014 | Filip Majewski                    | Audioactive Dreams        | [ 84 ] |
| Inne                                                                              |      |                                   |                           |        |
| Numer Raz, Hades, Onar, Sokół, Juchas, Chada, Pezet i inni – „A pamiętasz jak?”   | 2011 | LetEmKnow                         | A pamiętasz jak? (singel) | [ 85 ] |

## Nagrody i wyróżnienia
| Rok  | Kategoria          | Tytułem                                                | Nagroda        | Uwagi     | Źródło |
| ---- | ------------------ | ------------------------------------------------------ | -------------- | --------- | ------ |
| 2013 | Cyber Yach         | „Stary Nowy Jork” (oraz O.S.T.R., gościnnie: Jordanów) | Yach Film      | Nominacja | [ 86 ] |
| 2013 | Cyber Yach         | „Czas dużych przemian” (oraz O.S.T.R.)                 | Yach Film      | Nominacja | [ 86 ] |
| 2013 | Reżyseria          | „Czas dużych przemian” (oraz O.S.T.R.)                 | Yach Film      | Laur      | [ 87 ] |
| 2013 | Najlepsze zdjęcia  | „Mniej więcej” (oraz O.S.T.R.)                         | Yach Film      | Nominacja | [ 88 ] |
| 2013 | Innowacja          | „Mniej więcej” (oraz O.S.T.R.)                         | Yach Film      | Nominacja | [ 88 ] |
| 2016 | Album roku hip-hop | Różewicz – Interpretacje                               | Fryderyki 2016 | Nominacja | [ 89 ] |